# Arzni
Arzni (en arménien Արզնի) est une communauté rurale du marz de Kotayk, en Arménie. Fondée en 1925, elle compte 2 529 habitants en 2008, en majorité Assyriens.
Arzni est connue pour ses sources thermales et son eau minérale.

## Population
Une partie significative de la population d'Arzni est assyro-chaldéenne, une des quelques minorités ethniques du pays.